# چتین آلپ
چتین آلپ (انگلیسی: Çetin Alp; ۲۱ ژوئن ۱۹۴۷ – ۱۸ مهٔ ۲۰۰۴) خوانندگی اهل ترکیه بود. وی بین سال‌های ۱۹۷۰ تا ۱۹۹۰ میلادی فعالیت می‌کرد.